# ヴォルタ湖
座標: 北緯7度37分47秒 東経0度06分35秒 / 北緯7.629722度 東経0.109722度
ヴォルタ湖（ヴォルタこ、Lake Volta）は、ガーナにある世界最大の人造湖、貯水湖。
最北端にYapeiという町があり、その520km下流の最南端にはアコソンボダムがある。ヴォルタ川がアコソンボダムに堰き止められヴォルタ湖を造り、ダムからギニア湾へ流出する。
湖はアコソンボダムが建設された1965年に形成された。 そのために7万8000人の人、20万匹の動物が新しい土地に移動することになり、120の建造物が壊された。
ダムで作られる電気は国の大部分に供給されている。 また、フェリーや貨物船が運航され、交通の要所である。Digya国立公園が湖の西岸の一部にある。
2006年4月9日、客船が湖に沈み約120人の人が溺れた。